# Rob Andrews

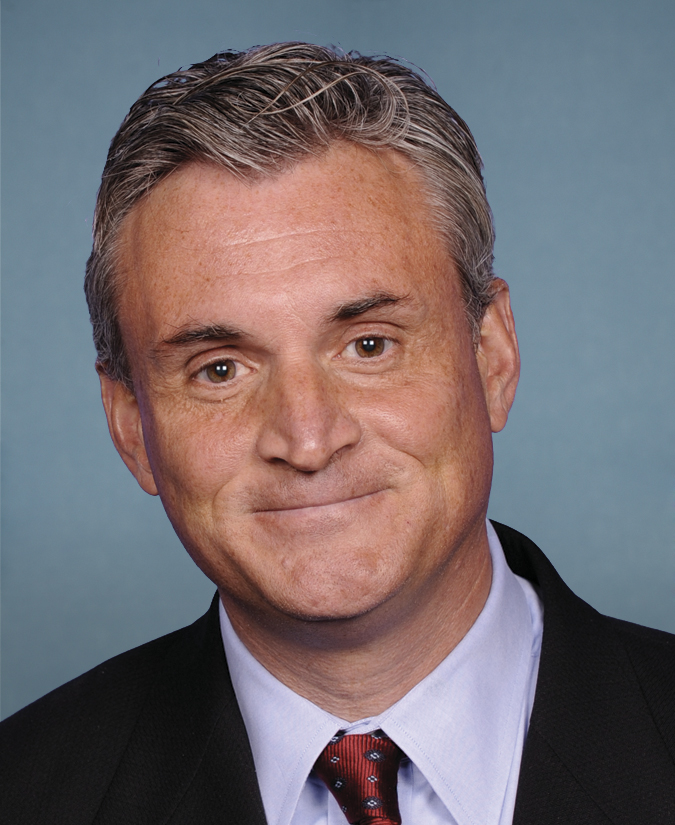
Rob Andrews

Robert Ernest „Rob“ Andrews (* 4. August 1957 in Camden, New Jersey) ist ein US-amerikanischer Politiker. Von 1990 bis 2014 vertrat er den Bundesstaat New Jersey im US-Repräsentantenhaus.

## Werdegang
Rob Andrews besuchte bis 1975 die Triton High School in Runnemede. Danach studierte er bis 1979 an der Bucknell University in Lewisburg (Pennsylvania) politische Wissenschaften. Daran schloss sich bis 1982 ein Jurastudium an der Cornell Law School in Ithaca (New York) an. Zwischen 1986 und 1990 gehörte er als Freeholder dem Kreisrat im Camden County an, dessen Vorsitzender er seit 1988 war. Politisch schloss er sich der Demokratischen Partei an.
Nach dem Rücktritt des Abgeordneten James Florio, der zum Gouverneur von New Jersey gewählt worden war, wurde Andrews bei der fälligen Nachwahl für den ersten Sitz von New Jersey als dessen Nachfolger in das US-Repräsentantenhaus in Washington, D.C. gewählt, wo er am 6. November 1990 sein neues Mandat antrat. Da er bei allen folgenden Wahlen bestätigt wurde, konnte er sein Mandat im Kongress bis zu seinem Rücktritt am 18. Februar 2014 ausüben. In diese Zeit fielen die Terroranschläge am 11. September 2001, der Irakkrieg und der Militäreinsatz in Afghanistan. Im Jahr 2008 strebte er erfolglos die Nominierung seiner Partei für die Wahlen zum US-Senat an, die erneut an Frank Lautenberg ging. Zuletzt war er Mitglied im Streitkräfteausschuss und im Ausschuss für Bildung und Arbeit sowie in vier Unterausschüssen. Er war einer von 81 demokratischen Abgeordneten, die 2002 für den Irakkrieg stimmten. Er legte sein Mandat mit der Begründung nieder, dass er in eine Anwaltskanzlei in Philadelphia eintreten wolle; allerdings liefen zu diesem Zeitpunkt bereits Untersuchungen des Ethikausschusses gegen ihn, weil er Wahlkampfmittel für private Zwecke verwendet haben soll. Zu seinem Nachfolger wurde mit Donald Norcross wiederum ein Demokrat gewählt.
Rob Andrews ist verheiratet und Vater von zwei Töchtern.